# Obrounovití
Obrounovití (Cetorhinidae) je čeleď žraloků z řádu obrouni, jejímž jediným žijícím zástupcem je žralok veliký. Tento mohutný žralok je zvláštní tím, že se živí planktonem, který získává filtrací vody. Typickými znaky druhu jsou extrémně protažené žaberní štěrbiny, které zasahují takřka až na vrchol hlavy, obrovská tlama, malé oči a malé zuby. Z fosilního záznamu jsou známy mj. rody Keasius nebo Caucasochasma.